# Дорожный (Минская область)
Доро́жный (бел. Дарожны) — посёлок в Смолевичском районе Минской области Белоруссии. Входит в состав Жодинского сельсовета. Расположен в 4 км от железнодорожной станции Красное Знамя, в 12 км от города Смолевичи, в 50 км от Минска. Население — 33 человека (2013).

## История
Основан в 1966 году. В 1977 году объединён с посёлками Высокие Ляды 2 и Высокие Ляды 3.
15 августа 1987 года вошёл в состав Жодинского сельсовета.

## Население
- 1959 год — 32 человека;
- 1988 год — 120 человек;
- 1996 год — 83 человека;
- 2013 год — 33 человека.